# Amazon Coin
Amazon Coin (engl. für Amazon-Münze), manchmal auch Amazon-Geld genannt, war eine virtuelle Währung, die vom US-amerikanischen Internethändler Amazon im Februar 2013 vorgestellt und ist am 20. Februar 2025 eingestellt worden.
Er konnte auf dem Kindle sowie auf von Amazon hergestellten Android-Geräten als Zahlungsmöglichkeit für Apps, Spiele und In-App-Artikel verwendet werden. Die Währung war 1:1 an den US-Cent gebunden. Der Coin konnte auf der Handelsplattform Amazon erworben werden.
Hierfür musste vorab ein Konto angelegt und reguläre Währung eingezahlt werden. Das Guthaben wird nicht verzinst, verfällt nicht (nicht zu verwechseln mit den kostenlosen Coins, welche jedoch nach einem Jahr verfallen), konnte nur in festen Wertblöcken aufgeladen werden und ist nicht rücktauschbar.
Die Amazon-Coin-Funktionalität wurde erstmals im Mai 2013 mit einer Werbekampagne freigeschaltet, die sich an Besitzer des Amazon Kindle Fire in the USA richtete. Der Verkauf der Amazon-Coins wurde am 20. Februar 2025 eingestellt, Nutzer, die noch übrige Coins haben, können diese bis 20. August 2025 in einer Übergangsphase einlösen.
Ein Professor der Indiana University Bloomington vermutete, dass Amazon die Währung einführte, um Kunden zu mehr Käufen zu motivieren. Die Hemmschwelle zum Kauf sei mit virtuellen Währungen niedriger, als wenn echtes Geld ausgegeben wird. Die Verbraucherzentrale Nordrhein-Westfalen kritisierte, dass Amazon Coins nur in festen Paketen zwischen fünf und 100 Euro erworben werden konnten, welche nicht den Preisen der In-App-Käufe entspricht. So würden stets Restsummen übrig bleiben, die nicht in reguläres Geld zurückgetauscht werden können.
Aufgrund der Funktionsweise dieser „Währung“ kann nicht von einer echten Währung gesprochen werden. Stattdessen funktioniert sie ähnlich wie die üblichen Geschenk-, Guthaben- und Wertkartensysteme.